# Tamara Wladimirowna Kowalewskaja
Tamara Wladimirowna Kowalewskaja (russisch Тамара Владимировна Ковалевская; * 4. Juli 1923 in Jelisawetgrad; † 7. Februar 1986 in Petrosawodsk) war eine sowjetische Architektin und Hochschullehrerin.

## Leben
Kowalewskaja wurde nach dem Studium am Moskauer Architektur-Institut (MArchI) 1947 zur Arbeit nach Krasnojarsk geschickt.
1952–1954 studierte Kowalewskaja an der Fakultät für Weiterbildung des MArchI. Darauf wurde sie nach Petrosawodsk geschickt, um im Projektierungsinstitut Karelprojekt zu arbeiten (bis 1981). 1953 war sie Mitglied der Architektenunion der UdSSR geworden. Daneben lehrte sie Architektur am Petrosawodsker Bautechnikum und an der Universität Petrosawodsk in der Fakultät für Industrie- und Zivilbau. Sie erstellte bedeutende Einzelprojekte für den Bau von Gebäuden und Anlagen im Stil der Moderne in Petrosawodsk und den Rajons der Karelischen Autonomen Sozialistischen Sowjetrepublik (ASSR).
Kowalewskaja wurde zur Vorsitzenden der Geschäftsführung der Architektenunion der Karelischen ASSR gewählt und war Mitglied des Präsidiums der Geschäftsführung der Architektenunion der UdSSR.

## Ehrungen
- Ehrenzeichen der Sowjetunion
- Verdiente Architektin der RSFSR (1980)[2]

## Projekte in Petrosawodsk

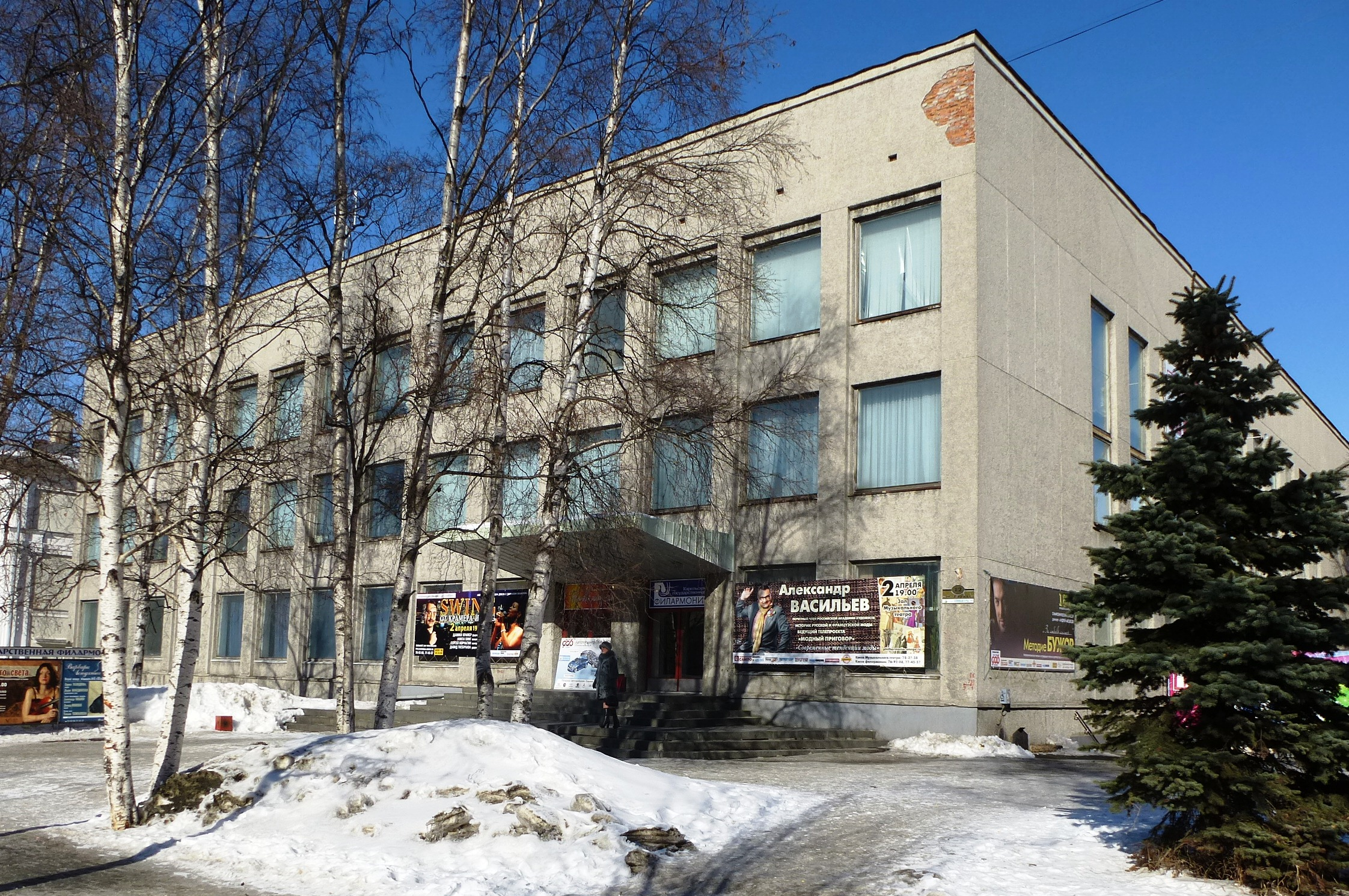
Haus der Politischen Aufklärung (1969)
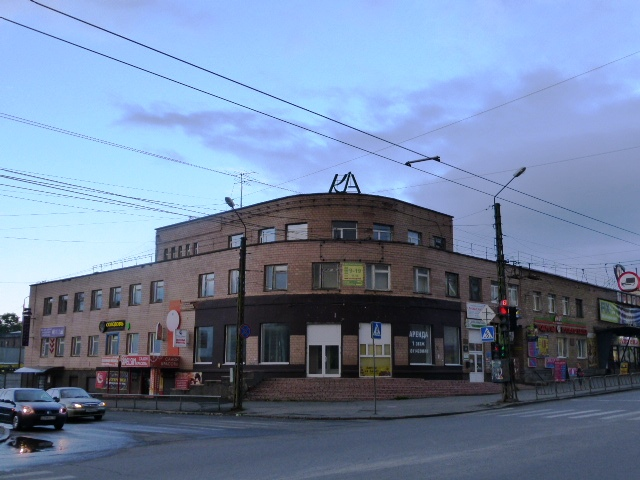
Zentralmarkt (1970)
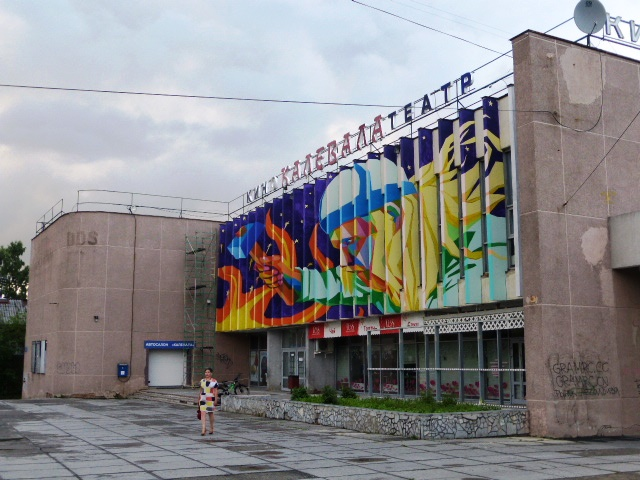
Kino Kalevala (1978)
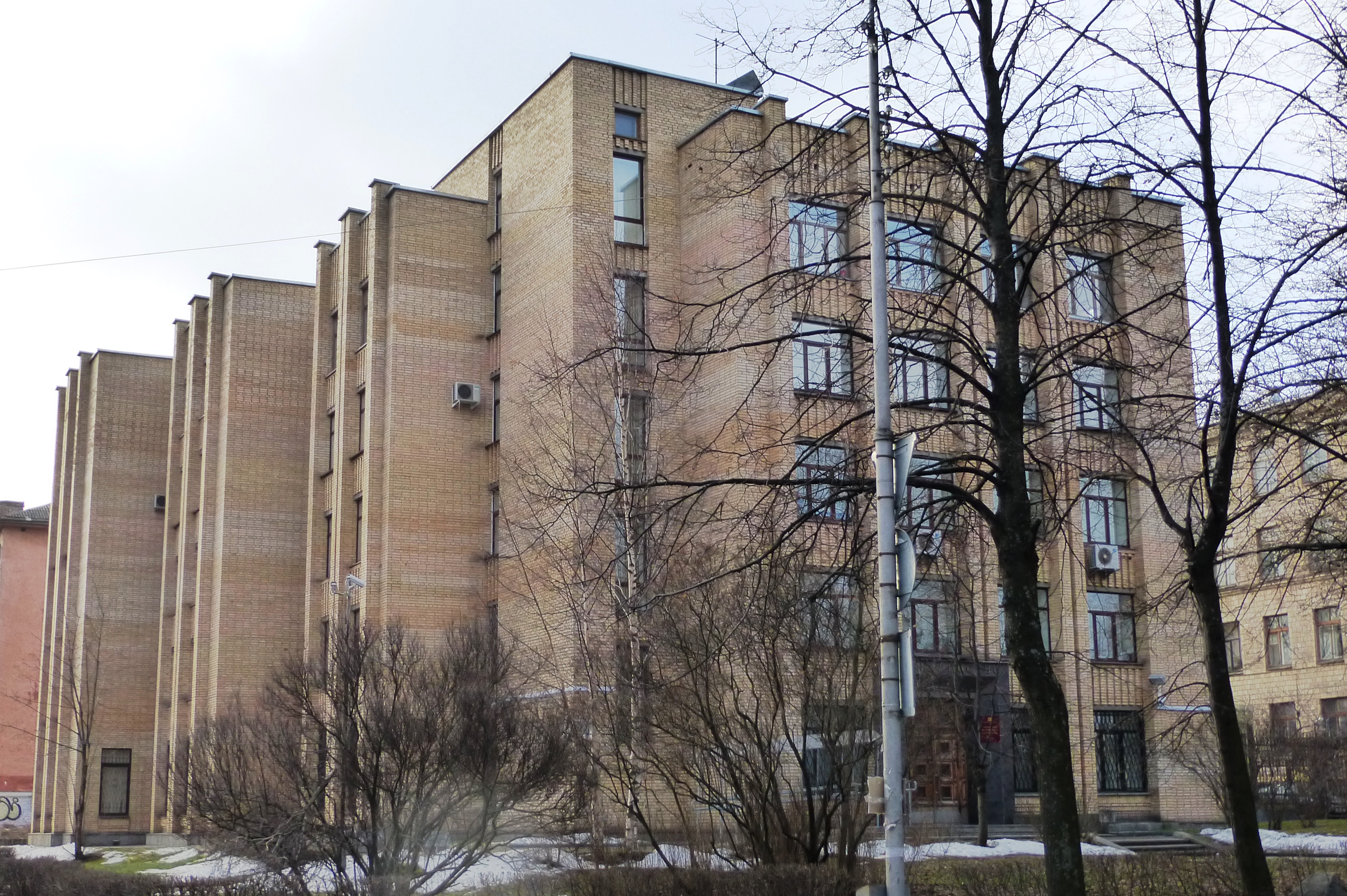
Gebäude der Stroibank (1982)
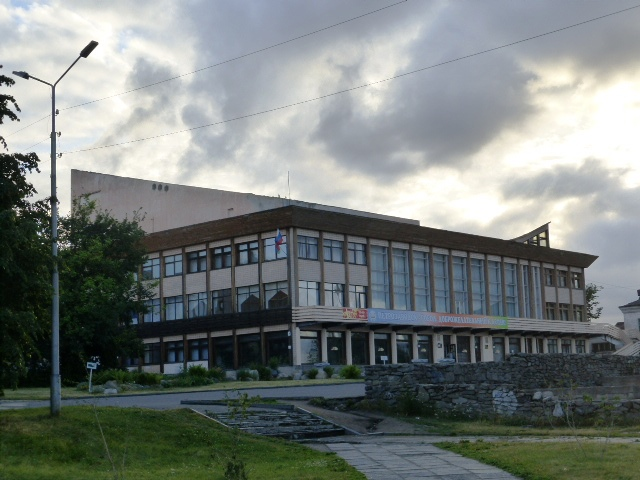
Pionierpalast (1985)